# Rooms Estate
Rooms (auch Rooms Estate, nach einem historischen Anwesen) ist eine Ortslage in der Parish of Saint Philip auf der Karibikinsel Antigua, im Staat Antigua und Barbuda.

## Lage und Landschaft
Rooms befindet sich im abgelegeneren Osten der Insel, an der atlantischen Küste. Die Ortslage erstreckt sich über etwa zwei Kilometer an der Mercers Creek Bay, einer der geschützten Buchten der inselreichen Nordostküste. Sie umfasst mehrere Nebenbuchten der Mercers Creek Bay von der Belfast Bay im Westen bis zum Lords Cove im Osten. Vor Rooms liegen Codrington Island und Pelican Island.
Die Gegend ist ein Villengebiet und wird zu Willikies, dem größten Ort von St. Philip, gerechnet.
|            | Mercers Creek Bay                           |          |
| Seatons    | Kompassrose, die auf Nachbargemeinden zeigt | Long Bay |
| Glanvilles | Willikies                                   |          |

## Geschichte, Infrastruktur und Natur
Das Anwesen Rooms findet sich schon im frühen 18. Jahrhundert. Es gehörte den Codringtons, die zu den bedeutendsten früheren Pflanzerfamilien der Insel zählten (insbesondere besaßen sie ganz Barbuda). Überliefert ist, dass Rooms 1738 von Colonel Christopher (II.) Codrington bei seinem Tod auf seinen zweiten Sohn John Archibald überging. Es war eine der großen Tabak-, dann Zuckerrohr-Plantagen. Zu der Zeit findet sich das Anwesen auf Karten noch an der Belfast Bay verzeichnet.
Später wurde der Ansitz an die Laurys Bay verlegt, wo er sich um 1770 findet. Dort wird Rooms bis heute verortet.
Von den historischen Farmen steht heute nichts mehr. Heute finden sich hier Villenviertel von Willikies und das Luxusresort The Long House.
Insbesondere der Osten der Ortslage ist aber noch völlig unbesiedelt, und auch sonst finden sich hier mit die umfangreichsten verbliebenen Mangrovenbestände der Insel. Daher wurde von der antiguanischen Naturschutzorganisation Environmental Awareness Group (EAG) ein Rooms and Seatons Coast Protected Area vorgeschlagen. Die marinen Gebiete gehören seit 2006 zum North East Marine Management Area (NEMMA, 78 km²).